# Fonti e storiografia su Agatocle
Per fonti e storiografia su Agatocle si intendono le principali fonti antiche che hanno narrato la storia del dinasta siracusano e primo basileus di Sicilia, nonché il suo ritratto fisico e caratteriale emerso dalle fonti primarie e le relative analisi degli studiosi contemporanei sulla rilevante figura storica.

## Le fonti antiche

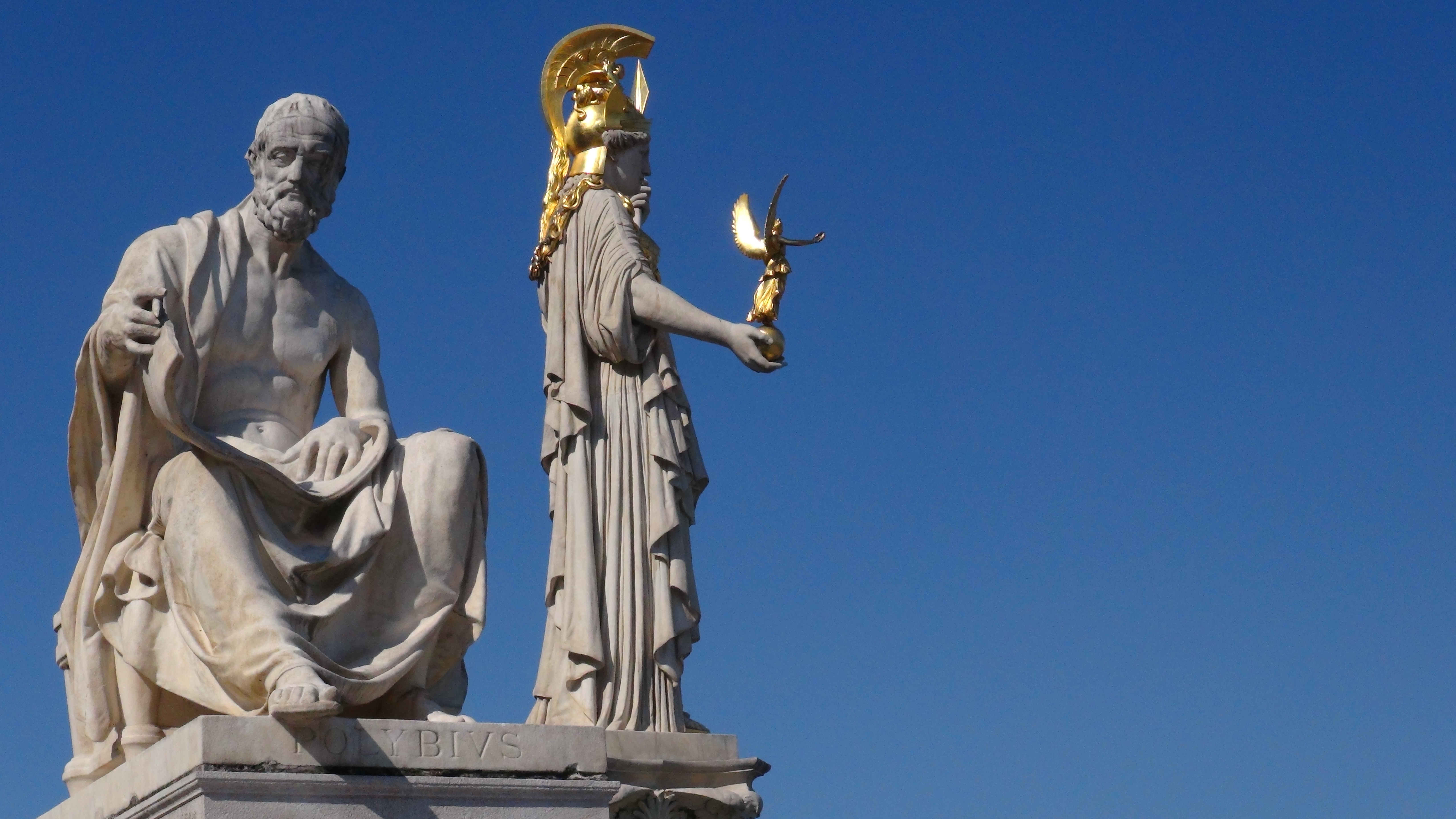
Statua raffigurante Polibio posta al parlamento di Vienna (alle sue spalle una raffigurazione della dea Atena)

Diodoro Siculo è la fonte più dettaglia su Agatocle; ad essa si aggiungono Marco Giuniano Giustino e Polibio. Costoro trascrissero le vicende agatoclee servendosi dei testi degli storici contemporanei di Agatocle: Callia di Siracusa, Duride di Samo e Timeo di Tauromenio.
Callia fu uno storico della corte di Agatocle; Diodoro (che è di gran lunga la fonte più dettagliata su Agatocle) lo accusa di aver scritto una biografia con troppe lodi a favore del tiranno, probabilmente perché esso era ricompensato da Agatocle stesso, suggerisce lo storico di Agira. Duride, figura complessa in quanto da storiografo divenne tiranno dell'isola egea di Samo, scrisse con passione (da alcuni giudicata eccessiva e da altri apprezzata) gli eventi del suo tempo, concentrandosi quindi maggiormente sulla storia della Macedonia e su quella di Agatocle. Timeo rappresenta la fonte primaria più controversa: figlio di Andromaco di Tauromenio, venne esiliato da Agatocle quando la città del padre passò sotto il dominio dei Siracusani; vissuto per un cinquantennio ad Atene, maturò un profondo disprezzo nei confronti della tirannide siracusana e soprattutto nei confronti di Agatocle, che ha descritto in termini assolutamente negativi.
Polibio, che percorre a tratti brevi la storia di Agatocle e si concentra sulla fortuna (la tyche) che accompagnò il suo regno, ha criticato aspramente lo scritto di Timeo nei riguardi di Agatocle, definendolo fazioso e inaccettabile. Anche Diodoro, pur stimando in generale l'opera di Timeo, prende le distanze da quanto emerge negli ultimi libri del Tauromenita, definendoli caratterizzati da odio personale verso Agatocle. Tuttavia, come giustamente osservano gli storici moderni, né Polibio né Diodoro si sono astenuti dall'includere il testo timaico nella loro biografia su Agatocle, raccontando, con dovizia di particolari, tutto quanto riferito da Timeo; comprese le parti non strettamente necessarie ai fini del compendio biografico (anche Trogo-Giustino lo riporta per intero, ma questa fonte non esterna un parere negativo su quanto tramandato).
La popolarità delle fonti primarie di Agatocle, come ad esempio la storia mimetica di Duride che riscontrò molto successo al tempo della repubblica romana (Duride era probabilmente l'autore più letto a Roma e in Sicilia durante le guerre romano-puniche, poiché trattava dei Diadochi e dell'Africa), fece sì che le vicende agatoclee venissero diffuse su larga scala e tramandate per lungo tempo. Del resto lo testimonia Polibio quando riporta il giudizio lusinghiero degli Scipioni (Scipione l'Africano e Scipione l'Emiliano) sul coraggio mostrato da Agatocle in terra africana (costoro dovevano aver letto delle campagne di Agatocle nei libri di Duride).
Dopo la pace conclusa con Cartagine nel 304 a.C., non possediamo che frammenti del prosieguo delle vicende agatoclee, le quali si svolsero da quel momento principalmente in Italia, a causa della perdita del XXI° libro di Diodoro (sua fonte più dettagliata).
Alle tre fonti principali d'epoca greco-romana, si uniscono numerosi altri nomi di storici noti dell'antichità (ad esempio Polieno, Plutarco, Cicerone ecc...) che hanno tramandato diversi appunti significativi, se pur in minore quantità, sulla vita di Agatocle.

## Aspetto fisico e caratteriale

### I tratti fisici di Agatocle
Su Agatocle si possiedono numerose testimonianze che hanno permesso di delineare una figura ben precisa: l'immagine di uno dei tiranni più carismatici, ma anche uno dei più crudeli, che governarono l'antica Siracusa e lo scenario mediterraneo tra la fine del IV e l'inizio del III secolo avanti Cristo.

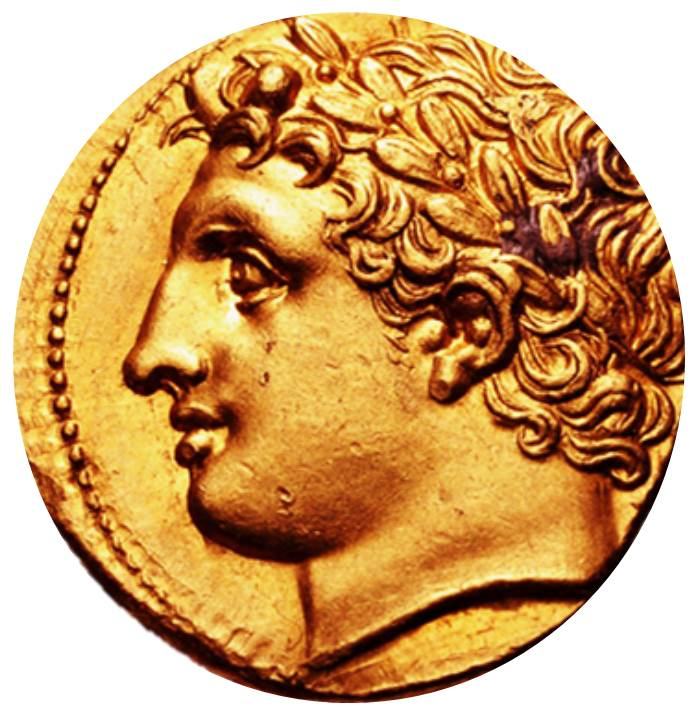
Decadramma aureo del I periodo di Agatocle; il dinasta qui si sarebbe fatto ritrarre come Apollo

Le fonti lo descrivono come un giovane dal bellissimo aspetto fisico; caratteristica che gli permise di scalare in fretta la vetta del successo: Agatocle era infatti nato da una famiglia di umili origini e stando a quanto riporta Trogo-Giustino (in minima parte confermato da Diodoro) egli sfruttò l'attrattiva del suo corpo per affiancarsi alle figure più influenti della pentapolis aretusea. Ma mentre la sua prestanza fisica in Trogo-Timeo è solamente fonte dei più inenarrabili e amorali rapporti con ambo i sessi, nella narrazione diodorea essa viene piuttosto interpretata come uno strumento per l'ambizione di Agatocle, il quale, sostiene Diodoro, ebbe un legame profondo con un solo uomo (a dispetto dei tanti segnalati da Timeo). In Diodoro l'aspetto fisico è abbinato in maniera vincente al carattere volitivo e combattivo del dinasta.
Diodoro lo delinea «bello e forte»; solo lui è in grado di portare addosso armature pesantissime e combattere ugualmente con abilità: Agatocle è in sostanza l'incarnazione del soldato dominante. Il suo gradevole aspetto non riesce a mitigare comunque il timore e la sensazione di pericolo che egli infonde negli altri.

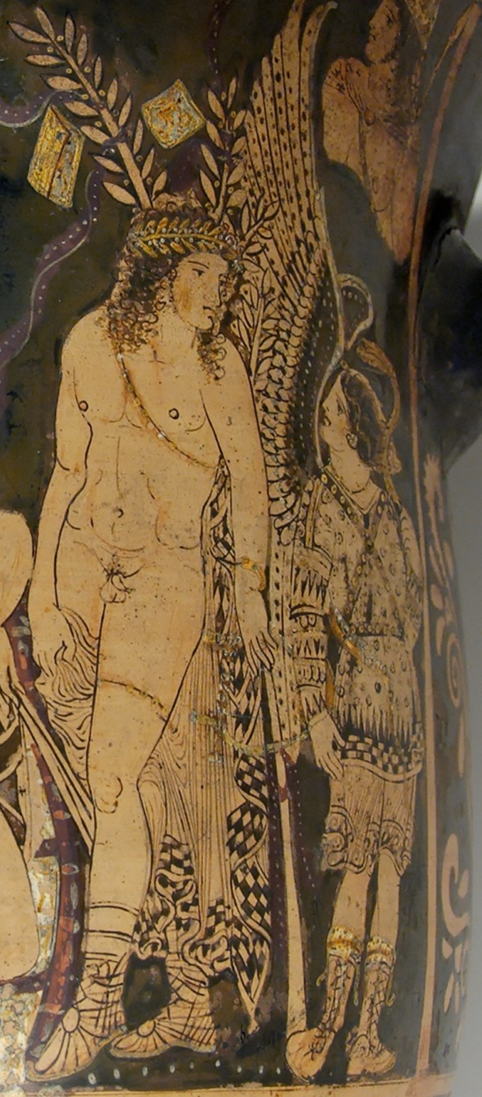
Uomo (figura di Pilade) coronato di mirto in un vaso greco del 330 a.C.; il mirto aveva un forte significato simbolico per le antiche civiltà: era la pianta che accostava gli uomini alle divinità

C'è molta cura da parte delle fonti nel narrare anche il modo di vestire di Agatocle, che delinea la sua attenzione, oltre a palesare la sua scaltrezza, nel gestire i rapporti con il suo popolo:
(Diodoro Siculo, XX 34, 3.)
L'Agatocle capo del governo ci è presentato come un uomo estremamente carismatico che sa cambiarsi d'abito a seconda delle situazioni: esemplare la scena del suo disarmo e del cambio del mantello (da quello militare a quello popolare) durante l'assemblea che lo consacra unico uomo al comando; o ancora l'Agatocle che sfoggia lunghe e riluncenti vesti purpuree davanti ai soldati che lo applaudono, illuminando la sua figura con una fiaccola che egli stesso tiene nella sua mano, mentre sul capo è cinto da corona (durante la consacrazione della sua spedizione in Africa alle divinità ctonie Demetra e Kore).
Proprio la corona che Agatocle soleva indossare è al centro di un pettegolezzo tramandato da Diodoro, e con più esaltazione da Eliano, e che permette di inquadrare un altro aspetto fisico, e caratteriale, del tiranno: narrano gli antichi che Agatocle quando si intitolò basileus, ovvero re di Sicilia, si rifiutò di cambiare la sua prima corona sacerdotale, che era una corona composta da mirto, con il diadema - che già veniva indossato senza problemi dagli altri sovrani ellenistici; avrebbe fatto ciò perché provava vergogna nel mostrare la propria calvizia, che era comparsa con il passare degli anni, per cui preferiva continuare a cingersi la testa con la corona di mirto, usandola a mo' di parrucca (questo aneddoto ricorda molto da vicino quel che si diceva anche su Giulio Cesare, ovvero che il generale romano nascondeva la sua calvizia portando sempre sul capo una corona di lauro).
Certamente, data la fama e la notorietà, incominciata proprio per la beltà del fisico, sarebbe plausibile che egli ci tenesse a mostrarsi sempre al meglio davanti ai sudditi, tuttavia secondo Diodoro non era la vanità che spingeva Agatocle a non separarsi mai dalla sua corona di mirto, quanto piuttosto il simbolismo che essa e il diadema rappresentavano: la corona di mirto rappresentava il supremo potere sacerdotale, cosa che invece non aveva il diadema; esso era piuttosto un odioso simbolo per i Greci, giunto dall'oriente persiano, quindi Agatocle avrebbe preferito mantenere la tradizione greca, fosse anche solo nell'aspetto fisico (poiché lo stesso potere che si era conferito era una diretta eredità dei Gran re di Persia, portata in Occidente da Alessandro Magno).

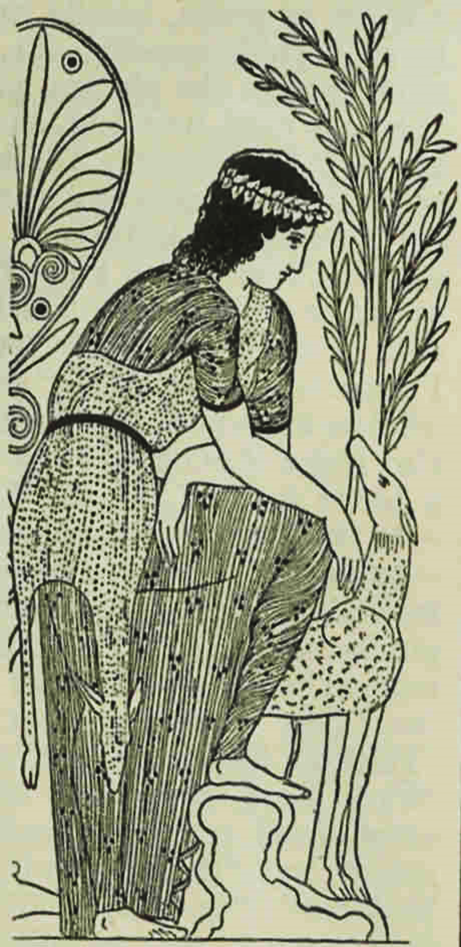
Esempio di chitoniskos vistoso, legato a Dionisio, riprodotto su un vaso del IV sec. a.C.

Agatocle nel periodo post-spedizione africana - durante la quale ebbe dei significativi contatti con i diadochi - mostra non solamente nell'aspetto interiore, ma anche in quello esteriore, nel modo di vestire, molte delle abitudini che sono strettamente legate ai sovrani ellenistici; una prova di ciò viene fornita dalla narrazione del macedone Polieno: il basileus vincitore della prima fase della guerra libica si presenta in contesto simposiale, alla sua corte di Siracusa, in «vesti lussuriose e femminee quale il krokotos [...] un abito di color zafferano con connotazioni legate alla sessualità e all’immagine di Dioniso, un “costume” invero insolito, ma che doveva avere una valenza positiva nell’ideologia regale». Va qui sottolineato come anche i Tolomei, sovrani d'Egitto, usassero le medesime vesti di Agatocle:

### Il carattere del dinasta

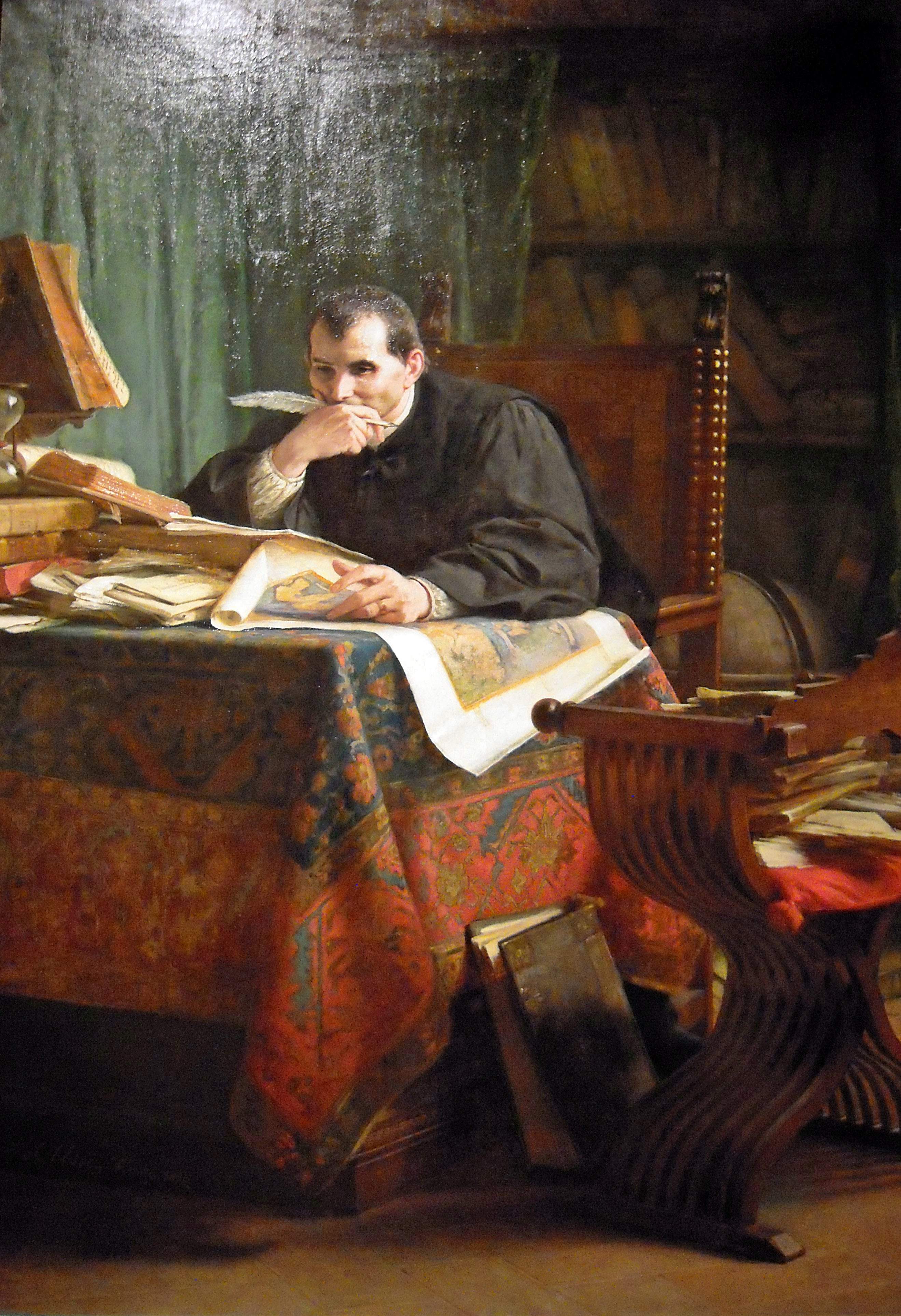
Ritratto di Niccolò Machiavelli nel suo studio: egli descrisse in termini durissimi il carattere di Agatocle; facendo di lui l'esempio di coloro che salgono al potere con scelleratezza

Per certi versi la figura giovanile di Agatocle va accomunata a quella del giovane Dionisio I di Siracusa - eccetto che per l'accusa di porneia così accanita nei confronti di Agatocle. Anche Dionisio mostrava un impeto indomabile, pericoloso; celebre è l'episodio nel quale si narra che Dionisio apparve in sogno ad una nobile siracusana di nome Himera: la donna vedendo un giovane biondo e lentigginoso che si dimenava attaccato a delle catene, domandò chi egli fosse e le venne risposto che aveva davanti a sé il cattivo fato, il flagello della Sicilia e dell'Italia; così come Agatocle fu, per gli ambasciatori sacri di Delfi, il futuro flagello di Cartagine, oltreché dell'intera Trinacria.
Ma la spietatezza di Agatocle superava di gran lunga quella di Dionisio: egli era capace di grande efferatezza, alternata subito dopo a momenti di grande affabilità. Come sottolineato da Diodoro «niente di simile si era visto prima da parte di un tiranno»; non si contano le stragi compiute da Agatocle, se pur avvenute tutte all'interno di un estenuante e lacertante conflitto bellico che si prolungò per la maggior parte della sua vita. Si potrebbe azzardare che esse riflettano un lato caratteriale di Agatocle che doveva avvicinarsi molto al gusto per il sadico e il subdolo; a tal proposito ha osservato una studiosa con una nota ironica e al contempo cruda:
Di Agatocle non viene raccontata solo la parte brutale, egli possiede anche un'ottima loquacità e mimica; doti che usa per mettersi in mostra durante le assemblee, durante le quali egli riesce a trascinare la folla in una risata collettiva cimentandosi nell'imitazione dei collaboratori che lo attorniano. La mano di Duride, molto probabilmente, è responsabile delle forti emozioni del personaggio Agatocle: egli è capace di ridere, di piangere e di adirarsi moltissimo, risultando difatti una delle figure che nell'antica documentazione godono di una ragguardevole ricchezza di dettagli non solo sulle proprie gesta ma anche sul proprio lato interiore; molto più di quanto possa dirsi per altri personaggi celebri della sua epoca.
Nel complesso finale il giudizio caratteriale su Agatocle lasciato ai posteri è severissimo: egli è il principe «senza fede, senza pietà, senza religione» dell'opera di Machiavelli, il quale lo descrive servendosi delle antiche fonti (prediligendo la versione timaica di Trogo-Giustino); egli è l'uomo dai natali oscuri, che visse la giovinezza in dissolutezze e salito al potere portò guerra, distruzione e lacerazione ad un livello tale che mai prima del suo arrivo si era visto.

### Esplicative
1. ↑  Diodoro chiama Timeo "Siracusano" (XXI 16, 5) e questo ha dato adito a molti interrogativi, facendo supporre che egli sia stato o sia morto a Siracusa o che addirittura fosse siracusano dalla nascita. Sulla figura di Timeo, a prescindere da quanto ha scritto su Agatocle, vd.: Atene nel III secolo a.C. e la scoperta di Roma nelle storie di Timeo di Tauromenio in Terzo contributo alla storia degli studi classici e del mondo antico, vol. 1, Arnaldo Momigliano,  1966,  da p. 24.
2. ↑  «Non posso nemmeno approvare il male che lo stesso Timeo ha proferito contro Agatocle, per quanto fosse costui scelleratissimo, ed empio quanto altri mai. Parlo di quello che scrisse nel fine di tutta la sua Opera, ove disse, che Agatocle fin dalla sua prima giovinezza pubblicamente si prostituì, dandosi in preda ai più infami eccessi della dissolutezza; oltre le tante altre laide cose che di lui racconta.»[7]

### Referenze
1. ↑  Landucci Gattinoni, p. 136.
2. ↑  Consolo Langher (1998), p. 176.
3. ↑  Plutarco, Vita di Pericle, 28, 3.
4. ↑  Marco Tullio Cicerone, Lettere ad Attico, VI, 1, 18.
5. ↑  Landucci Gattinoni, p. 134. Delle Storie su Agatocle scritte da Duride ne dà testimonianza per tre volte Ateneo di Naucrati (F.16 = Athen. XIV 618 b-c; F.18 = Athen. XIII 605; d-e; F.19 = Athen. XII 542 a).
6. ↑  Cfr. Consolo Langher (1998), p. 165; Landucci Gattinoni, p. 137; Riccardo Vattuone, p. 321.
7. ↑  Polibio, XII 15, 1-12. Cit. in ita. presente in Polibio di Megalopoli, vol. 4, Roma 1811, p. 113.
8. ↑  Diod. Sic., XIX 17, 3. Cfr. Consolo Langher (1998), p. 165; Landucci Gattinoni, p. 137.
9. ↑  Riccardo Vattuone, p. 319, n. 59; Landucci Gattinoni, p. 137.
10. ↑  Consolo Langher (1998), p. 167.
11. ↑  Consolo Langher (1998), pp. 175-176.
12. ↑  Riccardo Vattuone, pp. 320-321.
13. ↑  Giustino, XXII 2, 6.
14. 1 2  Diod. Sic., XIX 2, 6; 3, 2.
15. 1 2 3  Riccardo Vattuone, p. 321.
16. ↑  Cit. Mariella Livoti, p. 95.
17. ↑  Diod. Sic., XIX 9.
18. ↑  Consolo Langher (1998), p. 102.
19. ↑  Diod. Sic., XX, 54, 1; Claudio Eliano, V. H. XI, cap. 4.
20. ↑  Svetonio, Giulio Cesare, 45, 52.
21. ↑  Diod. Sic., XIX, 9, 7. Cfr.  Diadema, in Enciclopedia Italiana, Roma, Istituto dell'Enciclopedia Italiana..
22. ↑  Diod. Sic., XIX, 9, 7. Cfr. Consolo Langher, p. 331.
23. ↑  Consolo Langher (1990), p. 41.
24. ↑  Polieno, 5, 3, 3.
25. 1 2  Cit.  I.I. M.L. Famà (a cura di), Sicilia ed Egitto in età ellenistica: riflessioni sulle relazioni artistico-culturali fra Siracusa e Alessandria, in Magia d'Egitto, Regione siciliana, Assessorato dei beni culturali e dell’identità siciliana.
26. ↑  Riccardo Vattuone, p. 320.
27. ↑  Valerio Massimo, Factorum et dictorum memorabilium libri IX, I, 7, ext. 6.
28. ↑  Diod. Sic., XIX 2, 3.
29. ↑  Diod. Sic., XIX 1, 6-8. Cit. Riccardo Vattuone, p. 315.
30. ↑  Cita Stefania De Vido, p. 91.
31. ↑  Cit. Riccardo Vattuone, p. 315.
32. ↑  Per un maggiore compendio dell'Agatocle del Principe di Machiavelli vd. Raffaele Ruggiero, pp. 213-228.

### Fonti primarie
Le principali
- Diodoro Siculo, Bibliotheca historica, libri: XIX, XX, XXI.
- Marco Giuniano Giustino, Historiarum Philippicarum T. Pompeii Trogi libri XLIV in epitomen redacti, libri: XXII, XXIII.
- Polibio, Storie, librI XI, XII, XV.

Altre fonti primarie
- Polieno, Stratagemmi, Agatocle.
- Plutarco, vite parallele: notizie varie in vita di Pirro e vita di Demetrio.

#### Contemporanei di Agatocle
- Callia di Siracusa, Storia di Agatocle, frammento.
- Duride di Samo, Storia di Agatocle, frammenti.
- Timeo di Tauromenio, Historiai, frammenti, libri: 34-38.

### Fonti moderne
- Gaetano De Sanctis, Agatocle, in Scritti minori, vol. 1, Ed. di Storia e Letteratura, 1970, ISBN non esistente.
- Sebastiana Nerina Consolo Langher, La politica di Agatocle e i caratteri della tradizione dal conflitto con Messana alla battaglia presso il fiume Himera (315-310 a.C.) (PDF), in Archivio storico messinese, Società messinese di storia patria, 1976,  pp. 29-61. URL consultato il 22 aprile 2017.
- Aspetti della storia di Agatocle nella tradizione diodorea - Diodoro e Duride, in Archicio storico messinese. III Serie - Vol. XXXI - Anno 1980, vol. 38 (a cura di), Società messinese di storia patria, 1980.
- Riccardo Vattuone, Ricerche su Timeo: la "pueritia" di Agatocle, Nuova Italia, 1983, ISBN 9788822100597.
- G. Marasco, Agatocle e la politica siracusana agli inizi del III secolo a.C., in Prometheus, 10, 1984,  pp. 97-133. URL consultato il 1º luglio 2017 (archiviato dall'url originale il 12 dicembre 2017).
- Sebastiana Nerina Consolo Langher, Oriente persiano-ellenistico e Sicilia, trasmissione e circolazione di un messaggio ideologico attraverso i documenti numismatici, in Revue des Études Anciennes, 1990,  pp. 29-44. URL consultato il 22 aprile 2017.
- Sebastiana Nerina Consolo Langher, Macedonia e Sicilia nell'età dei Diadochi e di Agatocle, in Archivio storico messinese, vol. 60, pp. 97-137, Società messinese di storia patria, 1992.
- Franca Landucci Gattinoni, Le Storie su Agatocle, in Duride di Samo, L'ERMA di BRETSCHNEIDER, 1997, ISBN 9788870629859.
- (a cura di), Agatocle e la trasformazione di Segesta in Dikaiopolis, in Terze Giornate Internazionali di Studi sull’Area Elima, Centro Studi e Documentazione sull’Area Elima - Pisa, Gibellina, 2000, ISBN 88-7642-088-6.
- Sebastiana Nerina Consolo Langher, Storiografia e potere: Duride, Timeo, Callia e il dibattito su Agatocle, ETS, 1998, ISBN 9788846701046.
- Sebastiana Nerina Consolo Langher, Agatocle: da capoparte a monarca fondatore di un regno tra Cartagine e i Diadochi, Di.Sc.A.M., 2000, ISBN 9788882680046.
- Herbert Adolf Cahn, La moneta greca e romana, L'ERMA di BRETSCHNEIDER, 2000, ISBN 9788882650513.
- Lorenzo Braccesi, Mario Luni (a cura di), Corcira e l'Adriatico negli equilibri interstatali del Mediterraneo tra il IV e III sec. (età di Agatocle e dei Diadochi), in I greci in Adriatico, L'ERMA di BRETSCHNEIDER, 2002, ISBN 9788882651626.
- Salvatore De Vincenzo, Tra Cartagine e Roma: I centri urbani dell’eparchia punica di Sicilia tra VI e I sec. a.C., Walter de Gruyter, 2003, ISBN 9783110290233.
- Cinzia Bearzot, Franca Landucci Gattinoni (a cura di), Fra Timoleonte e Agatocle, in Diodoro e l'altra Grecia: Macedonia, Occidente, Ellenismo nella Biblioteca storica : atti del convegno, Milano, 15-16 gennaio 2004, Vita e Pensiero, 2005, ISBN 9788834350065.
- Guido Schepens, Jan Bollansée (a cura di), Polibio e gli storici contemporanei di Agatocle (Duride tra Polibio e Diodoro), in Du miel au café, de l'ivoire à l'acajou, Peeters Publishers, 2005, ISBN 9789042916586.
- Anna Simonetti Agostinetti, Agatocle di Siracusa: un tiranno-operaio (PDF), in Aristonothos. Scritti per il Mediterraneo antico - Riviste UNIMI, n. 2, 2008,  pp. 153-160. URL consultato il 19 aprile 2017.
- Maria Caccamo Caltabiano, La Nike/Nymphe di Agatocle e l’ideologia della Vittoria (PDF), in Pelorias - Tyrannis, Basileia, imperium. Forme, prassi e simboli del potere politico nel mondo greco e romano. Giornate seminariali in onore di S. Nerina Consolo Langher, 2010,  pp. 277-302. URL consultato il 22 aprile 2017.
- Maria Intrieri, Politica e propaganda: Corcira nelle lotte fra basileis - Un rapporto controverso: Agatocle e Corcira, in Ethne, identità e tradizioni: la "terza" Grecia e l'occidente (a cura di), 2011,  pp. 438-450. URL consultato il 27 aprile 2017.
- Stefania De Vido, Il liberatore e il re, Guerra e potere, Guerra e pace, Guerra e territorio, in Le guerre di Sicilia, Carocci editore, 2013, ISBN 978-88-430-6788-6.
- Giovanna De Sensi Sestito, Cartagine e la Magna Grecia da Agatocle a Pirro, in AIÔNOS - Miscellanea di studi storici, 18, 2015,  pp. 11-36. URL consultato il 22 aprile 2017.
- Giovanna De Sensi Sestito, Magna Grecia e Sicilia da Agatocle a Pirro, in Istituto per la Storia e l’Archeologia della Magna Grecia, 2015,  pp. 39-73. URL consultato il 23 aprile 2017.
- Stefania De Vido, Il re Agatocle nello spazio ionico: prospettive e modelli (PDF), in Diabaseis - Prospettive corciresi, 2015,  pp. 169-191. URL consultato il 27 aprile 2017.
- Raffaele Ruggiero, Dalla parte di Agatocle: dualismo e analogia nel Principe, in Anselmi G.M. Caporali R. Galli C. (a cura di), Machiavelli Cinquecento. Mezzo millennio del Principe, Milano-Udine, Mimesis, 2015,  pp. 213-228. URL consultato il 28 aprile 2017.
- (DE) R. Schubert, Geschichte des Agathokles, 1887, ISBN non esistente.
- (EN) Henry Julius Wetenhall Tillyard, Agathocles, Cambridge, University press, 1908, ISBN non esistente.
- (FR) Edouard Will, Ophellas, Ptolémée, Cassandre et la chronologie, in Revue des Études Anciennes. Tome 6, 1964.
- (FR) Jean-Paul Riffaud, Agathocles de Syracuse, 317-289 avant J.C.: témoignages numismatiques et historiques, Paris--Univ. de Paris IV-Sorbonne, U.E.R. d'hist. de l'art et d'archéol, 1989, ISBN non esistente.
- (EN) Michael Francis Ierardi, Agathokles of Syracuse and the Greek West: The Coinage, University of California, Berkeley, ISBN non esistente.
- (DE) Caroline Lehmler, Syrakus unter Agathokles und Hieron II.: die Verbindung von Kultur und Macht in einer hellenistischen Metropole, Verlag Antike, 2005, ISBN 9783938032077.
- (DE) Günter Pollach, Agathokles - der Tyrann von Syrakus: historischer Roman, Ed. Fischer, 2008, ISBN 9783899504002.
- (FR) Sandra Péré-Noguès, Les relations diplomatiques sous le règne d’Agathocle (PDF)[collegamento interrotto], Université Toulouse, Jean Jaurès.